# Faune en Lettonie

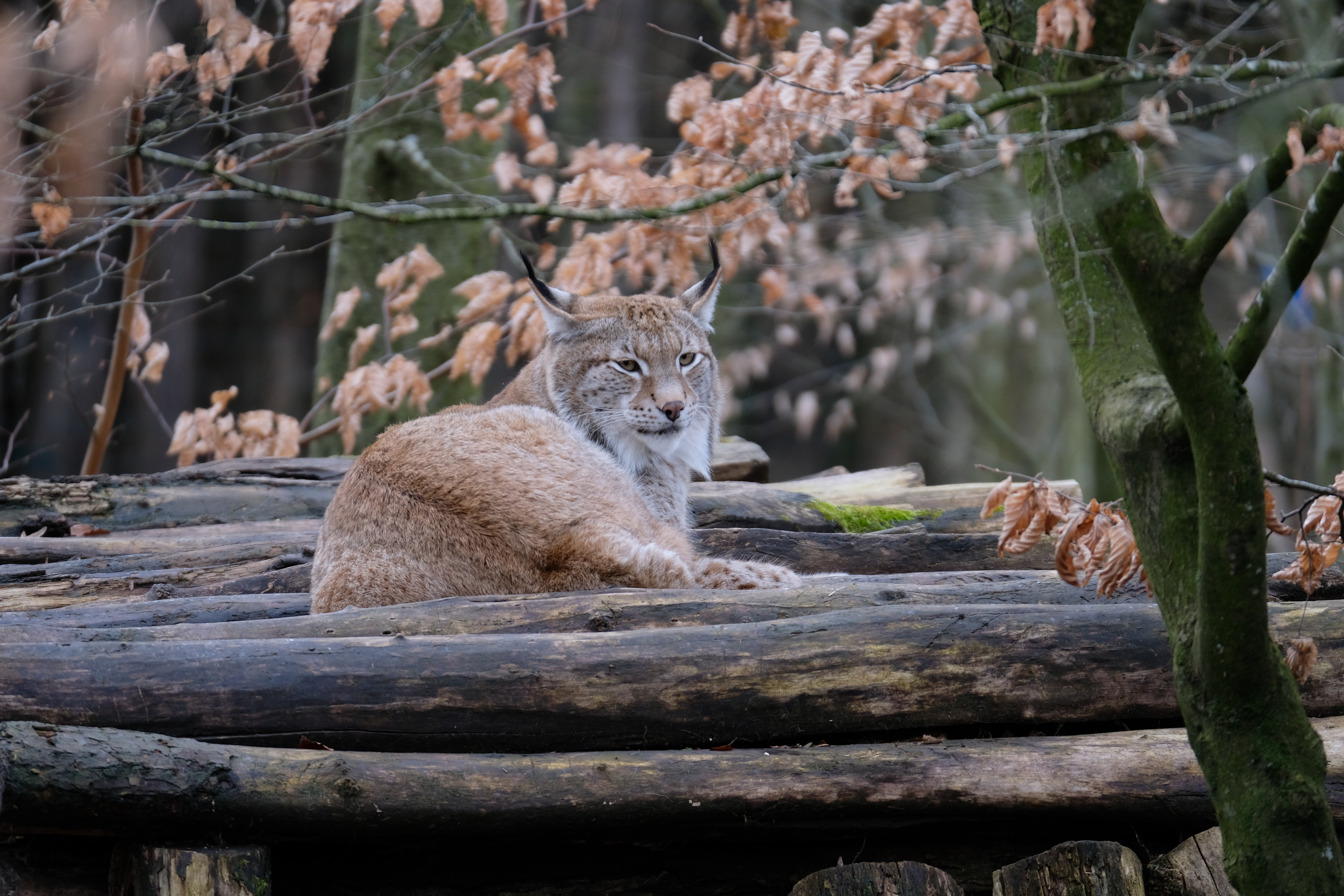
Une population estimée à 700 lynx boréaux se trouve en Lettonie.

La Lettonie est un petit pays fortement boisé situé sur les rives de la mer Baltique. Il appartient à l'écozone du paléarctique (étant une zone de transition entre les régions du Paléarctique occidental et d'Europe-Sibérie) et à l'écorégion marine tempérée de l'Atlantique Nord.  
Phytogéographiquement, la Lettonie est partagée entre les zones d'Europe centrale et d'Europe de l'Est de la région circumboréale au sein de la région arctique. Selon le WWF, la Lettonie appartient à l'écorégion des forêts mixtes sarmatiques.
Le pays abriterait 18 047 espèces différentes.
Les animaux typiques des forêts lettones sont le chevreuil, le cerf élaphe, l'élan, le sanglier, le castor, le lièvre d'Europe, le lièvre variable et de grands carnivores tels que le lynx ou le loup (et plus rarement l'ours brun) et des prédateurs de plus petite taille comme le renard roux, la marte, le blaireau, le putois d'Europe et la belette d'Europe.
Le chien viverrin, introduit en Lettonie pour sa fourrure lors de la période soviétique, est fréquent dans les forêts tout comme le vison d'Amérique qui a supplanté le vison d'Europe après son introduction.
Des espèces plus rares peuplent également la Lettonie et font l'objet d'une protection rigoureuse : l'ours brun, l'écureuil volant, les gliridés, la siciste des bouleaux et plusieurs espèces de chauve-souris. La loutre est également une espèce protégée.

## Vertébrés

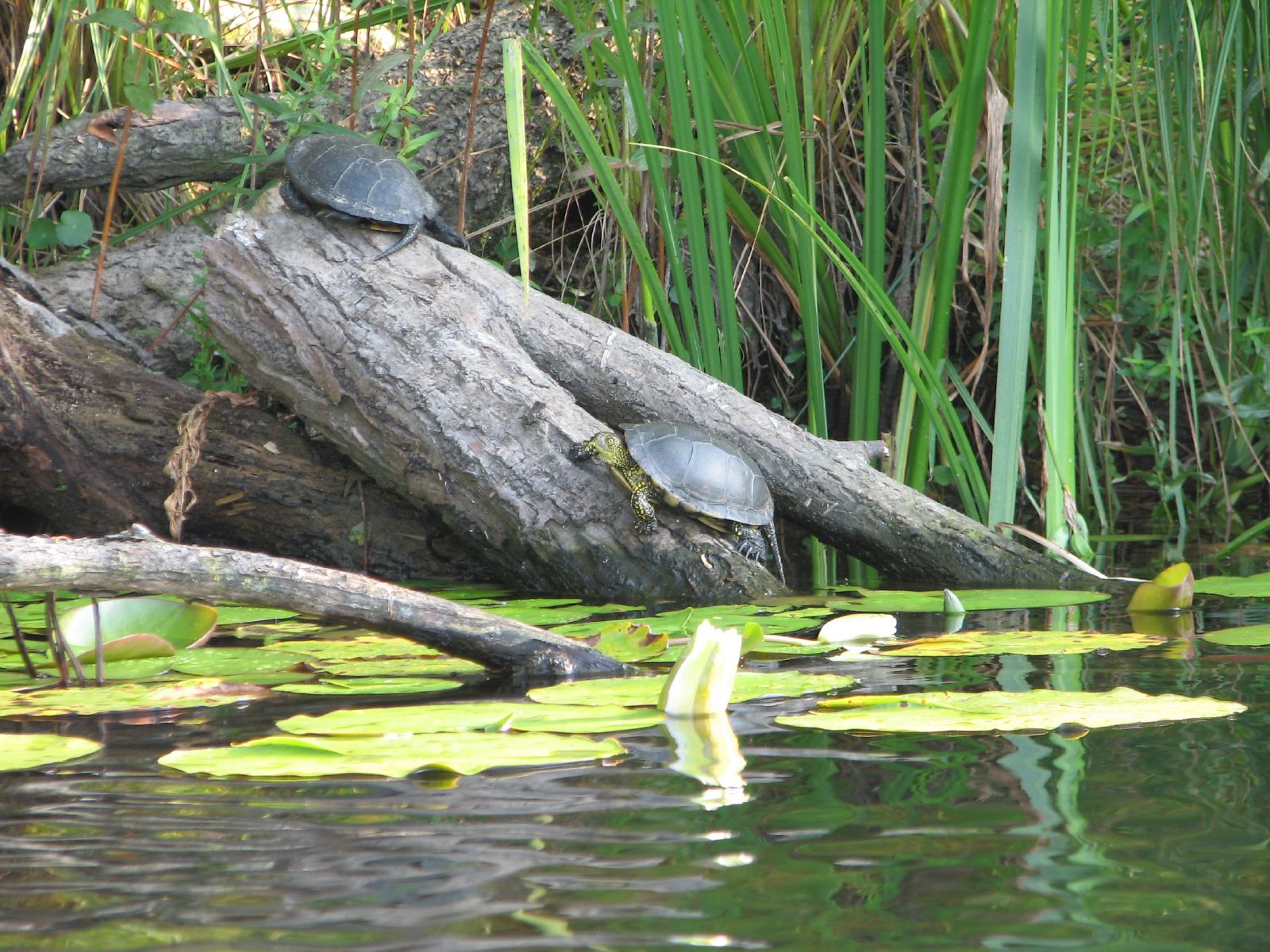
La cistude est une espèce rare et protégée en Lettonie.

Le nombre de grands carnivores l'occupation soviétique car les animaux étaient chassés. Après leur protection, leur nombre a atteint un sommet au début des années 1990 mais il a depuis légèrement diminué en raison de l'augmentation de la pression de la chasse. La Lettonie abriterait environ 10 à 15 ours bruns, 700 lynx et un millier de loups.
Le pays abriterait plus de 344 espèces d'oiseaux . Les cigognes sont nombreuses avec plus de 20 000 cigognes blanches et un millier de cigognes noires. D'autres oiseaux sont communs en Lettonie comme plusieurs anatidés, la tourterelle des bois, plusieurs espèces de tétras, la chouette effraie, l'hirondelle rustique, le pouillot verdâtre et même le plongeon arctique.
Le lézard vivipare, le lézard des souches, l'orvet, la vipère péliade et la couleuvre à collier sont des reptiles communs des forêts lettones. D'autres reptiles plus rares font l'objet d'une protection comme par exemple la coronelle lisse ou la cistude (tortue des marais).

## Listes
- Liste des oiseaux de Lettonie
- Liste des mammifères de Lettonie

## Voir également
- Lettonie